# Grintschach, Sokovo
Grintschach je naselje v Občini Sokovo v Okraju Trg na Koroškem v Avstriji.